# Distretto di Zhualy
Il distretto di Žhualy (in kazako Жуалы ауданы?) è un distretto (audan) del Kazakistan con  capoluogo Bauyržan Momyšūly.